# Гендрих, Герман

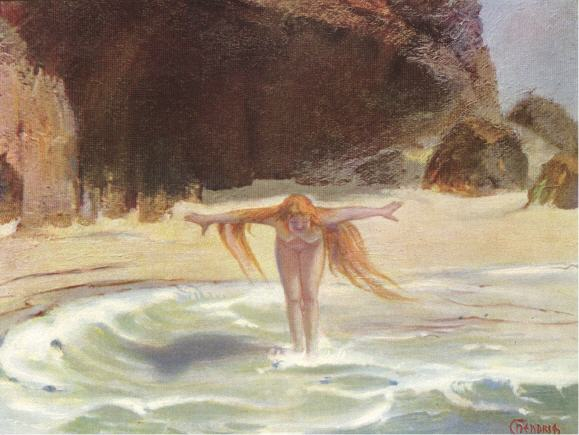
Русалка

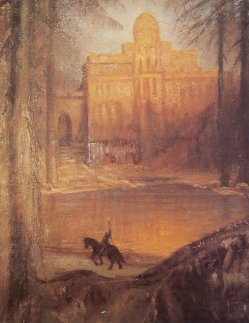
Парцифаль

Герман Гендрих (нем. Hermann Hendrich; 31 октября 1854, Херинген, Тюрингия — 18 июля 1931 18 июля 1931, Шрайберхау, Нижняя Силезия) — немецкий художник.

## Биография
Г.Гендрих родился в семье булочника. В 1870—1872 годах изучает литографию. Затем работает в Ганновере на производстве по изготовлению настольных ламп, где иллюстрирует рекламные каталоги. В это время молодой художник знакомится с музыкальным творчеством Р.Вагнера (опера Тангейзер), и становится страстным его поклонником. С 1875 года художник живёт и работает в Берлине, и от графики переходит к масляной живописи. В 1876 он совершает учебное путешествие по Норвегии. После того, как полотна Г.Гендриха были раскритикованы комиссией Большой Берлинской художественной выставки, он уезжает в Амстердам, где работает художником. В 1882 году Г. Гендрих женится, затем уезжает в Нью-Йорк, где живёт его брат и где он организует первую выставку-продажу своих работ, а также совершает учебную поездку по США.
В 1885 году Г.Гендрих возвращается в Германию и слушает лекции проф. живописи Венглейна в Мюнхене, затем переезжает в Берлин и совершает ещё одно учебное путешествие по Норвегии. В 1886 году он поступает для продолжения художественного образования в Берлинскую художественную академию, для чего получает стипендию от министерства образования Пруссии. В это время его картины впервые выставляются в Германии. В 1889 году одно из полотен художника покупает германский император, и с этого момента творчество Г.Гендриха получает всеобщее признание.
Г.Гендрих был в 1905 году одним из основателей союза Верданди (Werdandibund), выступавшего против модернистских течений в изобразительном искусстве. В 1910 году ему присваивается звание профессора искусств. В Берлине в честь художника названа одна из площадей города (Гендрихплац).

## Творчество
В 1901 году Г.Гендрих создаёт полотна и художественный интерьер для Вальпургисхалле в Тале, здание которого спроектировал архитектор Бернгард Зеринг. Работы художника сделаны в романтическом, старогерманском стиле. Эти свои произведения Гендрих считал вершиной своего творчества. В Шрайбергау он в 1903 году, под впечатлением работ в Вальпургисхалле, возводит Сагенхалле.
К столетию со дня рождения Рихарда Вагнера, в 1913 году, на горе Драхенфельс, было открыто Нибелунгенхалле, оформленное Г. Гендрихом и для которого он пишет 12 полотен на сюжеты древнегерманских легенд о Нибелунгах. В 1921 году он создаёт иллюстрации к произведениям Гёте. В 1926 году в Бурге-на Вуппере (ныне в Золингене), в Халле немецких саг, открывается экспозиция полотен художника на темы легенд в Парцифале.